# Conseil départemental de la Haute-Garonne
Le conseil départemental de la Haute-Garonne est l'assemblée délibérante du département français de la Haute-Garonne, collectivité territoriale décentralisée. Comptant 54 sièges, le siège du conseil départemental se trouve à Toulouse.

## Identité visuelle

Logo de la Haute-Garonne (conseil général) de [Quand ?] à avril 2015
Logo de la Haute-Garonne (conseil départemental) d'avril à septembre 2015
Logo de la Haute-Garonne (conseil départemental) depuis septembre 2015

## Composition de l'assemblée départementale

### Composition politique actuelle
| Président du Conseil départemental   |       |       |      |                                              |
| Sébastien Vincini (PS)               |       |       |      |                                              |
| Parti                                | Sigle | Sigle | Élus | Groupes                                      |
| Majorité (48 sièges)                 |       |       |      |                                              |
| Parti socialiste                     |       | PS    | 31   | Socialiste, radical, progressiste et citoyen |
| Divers gauche                        |       | DVG   | 4    | Socialiste, radical, progressiste et citoyen |
| Parti radical de gauche              |       | PRG   | 2    | Socialiste, radical, progressiste et citoyen |
| Mouvement républicain et citoyen     |       | MRC   | 1    | Socialiste, radical, progressiste et citoyen |
| Place publique                       |       | PP    | 1    | Socialiste, radical, progressiste et citoyen |
| Génération.s                         |       | G.s   | 4    | Génération.s, socialisme et écologie         |
| Parti communiste français            |       | PCF   | 3    | Communiste, républicain et citoyen           |
| Divers gauche                        |       | DVG   | 2    | Haute-Garonne Citoyenne                      |
| Opposition (6 sièges)                |       |       |      |                                              |
| Les Républicains                     |       | LR    | 1    | Union de la droite et du centre              |
| Union des démocrates et indépendants |       | UDI   | 1    | Union de la droite et du centre              |
| Union des démocrates et indépendants |       | UDI   | 1    | Pour notre canton                            |
| Agir                                 |       | Agir  | 1    | Pour notre canton                            |
| Union des démocrates et indépendants |       | UDI   | 1    | Ensemble pour le Comminges                   |
| Divers gauche                        |       | DVG   | 1    | Ensemble pour le Comminges                   |

### Anciennes compositions politiques
Les élections départementales de juin 2021 confortent la majorité départementale acquise en 2015 par le Parti Socialiste et ses alliés qui conservent 48 sièges sur 54.

### Président
Le président du conseil départemental de la Haute-Garonne est Sébastien Vincini (PS). Il succède à Georges Méric à la suite de la démission de celui-ci en novembre 2022.

#### Liste des anciens présidents
| Période                            | Période                      | Identité                     | Étiquette                    | Étiquette                    |
| Président du conseil général       | Président du conseil général | Président du conseil général | Président du conseil général | Président du conseil général |
| ---------------------------------- | ---------------------------- | ---------------------------- | ---------------------------- | ---------------------------- |
| ?                                  | 1928                         | Honoré Leygue                |                              | PRRRS                        |
| 1928                               | 1936                         | Charles Ourgaut              |                              | PRRRS                        |
| 1936                               | 1940                         | Charles Cézar-Bru            |                              | RAD                          |
| 1940                               | 1945                         | Conseil général suspendu     | Conseil général suspendu     | Conseil général suspendu     |
| 1945                               | 1947                         | Vincent Auriol               |                              | SFIO                         |
| 1947                               | 1966                         | Eugène Montel                |                              | SFIO                         |
| 1966                               | 1988                         | Léon Eeckhoutte              |                              | SFIO puis PS                 |
| 1988                               | 2015                         | Pierre Izard                 |                              | PS                           |
| Président du conseil départemental |                              |                              |                              |                              |
| 2015                               | 2022                         | Georges Méric                |                              | PS                           |
| 2022                               | En cours                     | Sébastien Vincini            |                              | PS                           |

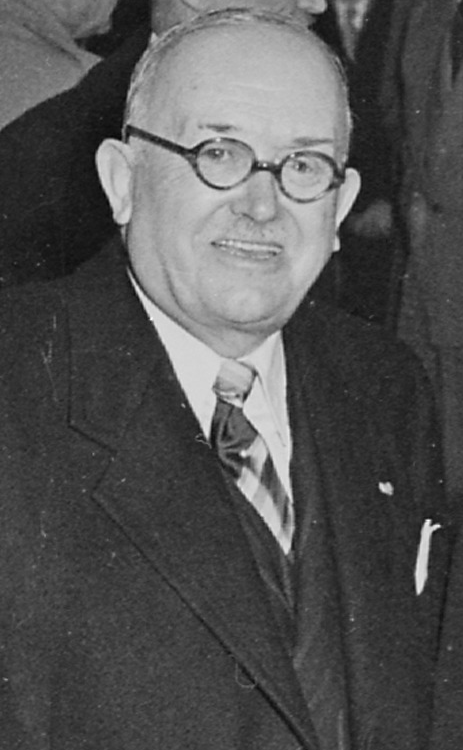
Vincent Auriol (SFIO), 1945-1947
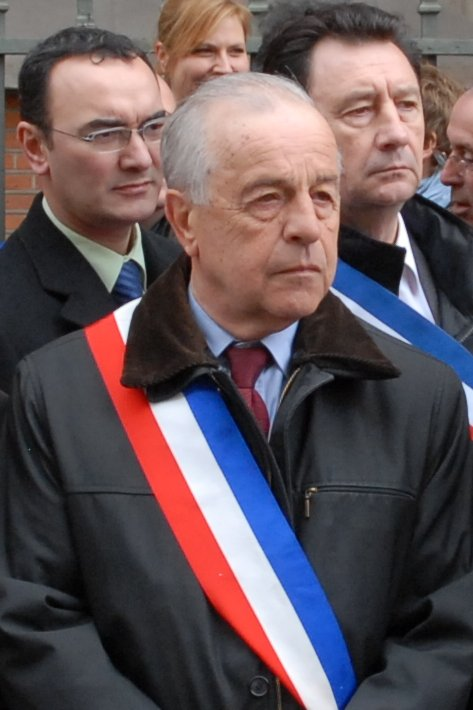
Pierre Izard (PS), 1988-2015
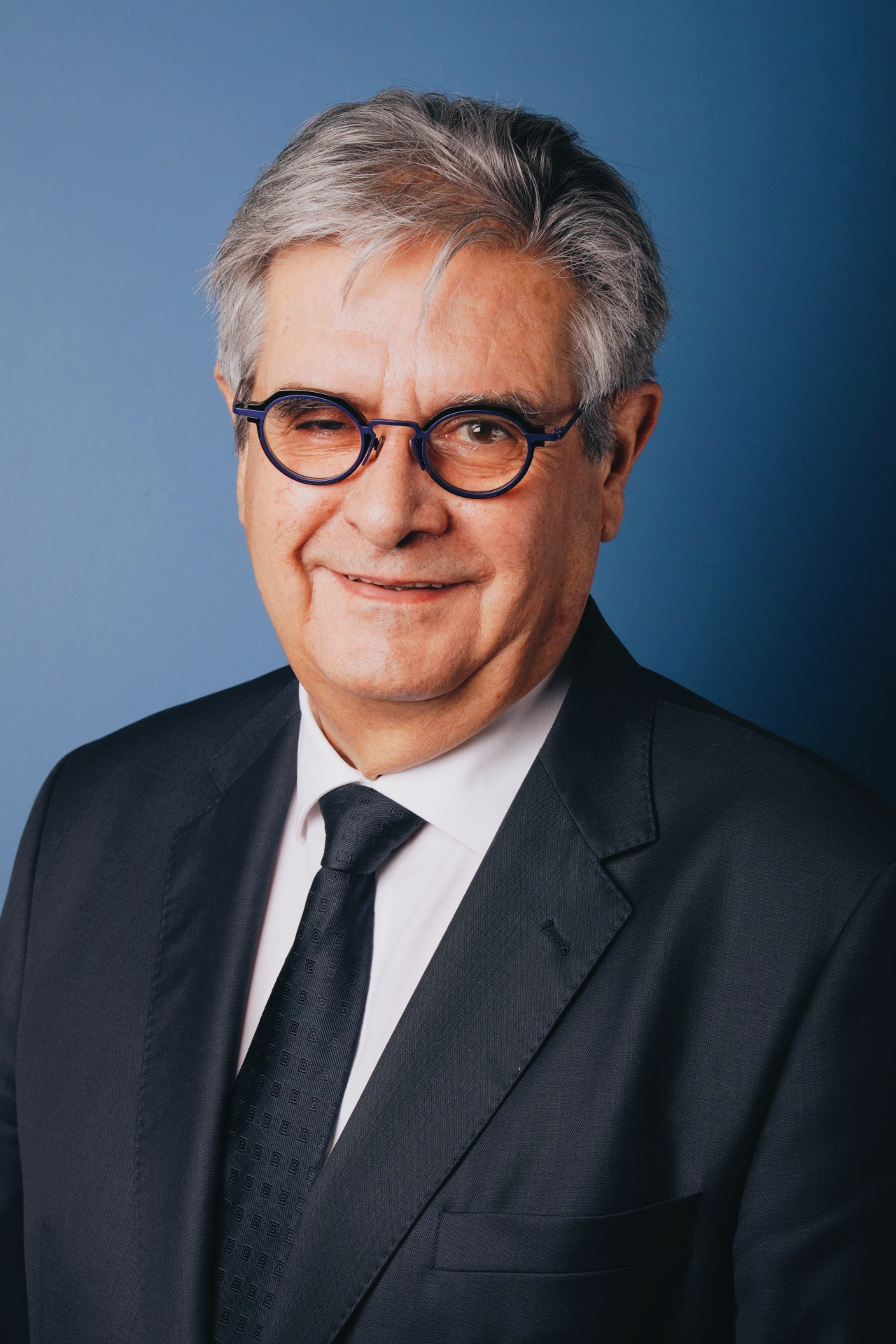
Georges Méric (PS), 2015 - 2022
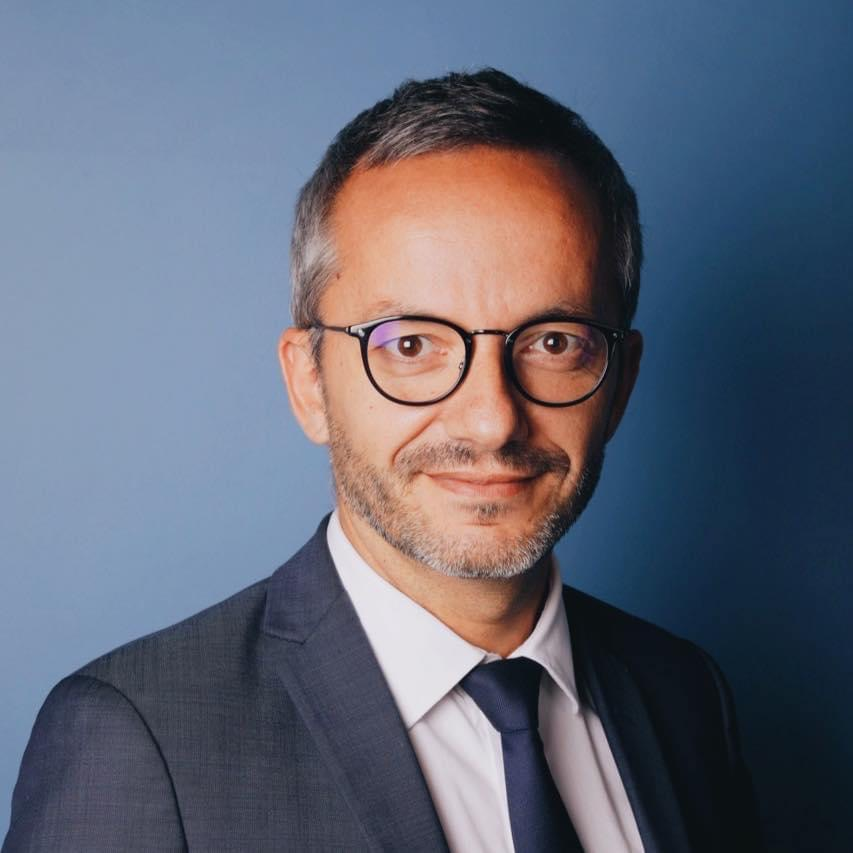
Sébastien Vincini (PS), depuis 2022

### Les vice-présidents
|     | Identité             | Attributions                                                                              |
| --- | -------------------- | ----------------------------------------------------------------------------------------- |
| 1re | Maryse Vezat-Baronia | Aménagement et développement des territoires, prospective et numérique                    |
| 2e  | Vincent Gibert       | Éducation, vie associative, valeurs de la République et mémoire                           |
| 3e  | Martine Croquette    | Mobilités, infrastructures et routes                                                      |
| 4e  | Jean-Michel Fabre    | Action sociale de proximité, Maison des solidarités, Insertion, Logement, Habitat         |
| 5e  | Line Malric          | Sports et santé                                                                           |
| 6e  | Victor Denouvion     | Bifurcation écologique, délégué au Numérique                                              |
| 7e  | Isabelle Hardy       | Diversification et desserrement économique, économie sociale et solidaire et emploi local |
| 8e  | Bernard Bagnéris     | Agriculture durable, circuits courts et agroalimentation                                  |
| 9e  | Sandrine Floureusses | Dialogue citoyen, égalités et jeunesses                                                   |
| 10e | Alain Gabrieli       | Personnes âgées, personnes handicapées et accès aux soins                                 |
| 11e | Annie Vieu           | Protection de l'enfance et familles                                                       |
| 12e | Patrice Rival        | Ruralité, montagne et thermalisme                                                         |
| 13e | Anne Boyer           | Culture                                                                                   |
| 14e | Jean-Louis Llorca    | Politique de la ville                                                                     |
| 15e | Sabine Geil-Gomez    | Patrimoine et personnel                                                                   |

|     | Identité             | Attributions                                                                              |
| --- | -------------------- | ----------------------------------------------------------------------------------------- |
| 1re | Maryse Vezat-Baronia | Aménagement et développement des territoires, prospective et numérique                    |
| 2e  | Vincent Gibert       | Éducation, vie associative, valeurs de la République et mémoire                           |
| 3e  | Martine Croquette    | Mobilités, infrastructures et routes                                                      |
| 4e  | Arnaud Simion        | Action sociale de proximité, maisons des solidarités et insertion                         |
| 5e  | Line Malric          | Sports et santé                                                                           |
| 6e  | Jean-Michel Fabre    | Transition écologique, mobilités durables, logement et habitat                            |
| 7e  | Isabelle Hardy       | Diversification et desserrement économique, économie sociale et solidaire et emploi local |
| 8e  | Bernard Bagnéris     | Agriculture durable, circuits courts et agroalimentation                                  |
| 9e  | Sandrine Floureusses | Dialogue citoyen, égalités et jeunesses                                                   |
| 10e | Alain Gabrieli       | Personnes âgées, personnes handicapées et accès aux soins                                 |
| 11e | Annie Vieu           | Protection de l'enfance et familles                                                       |
| 12e | Patrice Rival        | Ruralité, montagne et thermalisme                                                         |
| 13e | Anne Boyer           | Culture                                                                                   |
| 14e | Jean-Louis Llorca    | Politique de la ville                                                                     |
| 15e | Sabine Geil-Gomez    | Patrimoine et personnel                                                                   |

|     | Identité             | Attributions                                                                              |
| --- | -------------------- | ----------------------------------------------------------------------------------------- |
| 1er | Sébastien Vincini    | Finances, numérique et innovation                                                         |
| 2e  | Maryse Vezat-Baronia | Aménagement et développement du territoire et prospective                                 |
| 3e  | Vincent Gibert       | Éducation, vie associative et valeurs de la République                                    |
| 4e  | Martine Croquette    | Mobilités, infrastructures et routes                                                      |
| 5e  | Arnaud Simion        | Action sociale de proximité et maisons des solidarités et de l'insertion                  |
| 6e  | Line Malric          | Sports et santé                                                                           |
| 7e  | Jean-Michel Fabre    | Transition écologique, mobilités douces, logement et habitat                              |
| 8e  | Isabelle Hardy       | Diversification et desserrement économique, économie sociale et solidaire et emploi local |
| 9e  | Bernard Bagnéris     | Agriculture durable, circuits courts et agroalimentation                                  |
| 10e | Sandrine Floureusses | Dialogue citoyen, égalités et jeunesse                                                    |
| 11e | Alain Gabrieli       | Personnes âgées et personnes handicapées                                                  |
| 12e | Annie Vieu           | Protection de l'enfance et familles                                                       |
| 13e | Patrice Rival        | Ruralité, montagne et thermalisme                                                         |
| 14e | Anne Boyer           | Culture                                                                                   |
| 15e | Jean-Louis Llorca    | Politique de la ville                                                                     |

## Budget

### Budget d'investissement
45 % éducation, formation, enseignement, 35 % transports (TER, Gare_routière_de_Toulouse ...), ...

## Scandales
Le conseil fait approuver l'utilisation d'hélicoptères pour approvisionner en neige la station de ski de Luchon-Superbagnères sur certaines de ses pistes pour un coût de 5000 euros pour 50 tonnes de neige ramenées
Hervé Pouneau déclare qu'il ne va pas couvrir la station entièrement. Et déclare par la même occasion que l’investissement vaut son coût. Cet événement arrive en saison pleine.